# France Blatnik
France Blatnik, slovenski teolog in publicist, * 30. januar 1899, Konjsko, † 23. december 1977, Paterson, New Jersey, ZDA.
V matični knjigi župnije Boštanj je vpisan kot Frančišek Blatnik. Njegova starša sta bila gruntarja Frančišek Blatnik st. in Cecilija Kladnik. Blatnik je študiral teologijo v Torinu in bil leta 1927 posvečen. Bil je salezijanec. Do začetka 2. svetovne vojne je služboval v Ljubljani. Italijani so ga v letu 1942 zaprli za tri mesece. Po italijanski kapitulaciji je vodil pogajanja med partizani in vaškimi stražami za skupen boj proti Nemcem. Kasneje je bil na Turjaku in se je ob napadu partizanov rešil v Ljubljano. Pred Nemci se je umaknil k partizanom, ki pa so ga zaprli. Rešili so ga domobranci in Nemci. Od takrat je bil pri domobrancih kurat v Novem mestu. Tam je  tudi urejal list Za blagor očetnjave. Med vojno je kot kurir slovenskega Rdečega križa vzdrževal tajno zvezo med vodstvom slovenskega katoliškega političnega tabora v Ljubljani in organizirano skupino predstavnikov slovenskega katoliškega političnega tabora v Beogradu.
Po koncu vojne je umaknil v Avstrijo, kjer je deloval med slovenskimi begunci v taboriščih po Koroškem, tam skrbel za njihovo izobraževanje in izdajal časopisa Novice in Domovina v taborišču. Zaradi ilegalnih zvez z njim je bilo v letih po vojni večje število ljudi v Sloveniji obsojenih na zaporne kazni, ker naj bi "širili klevete, ki jim jih je pošiljal Blatnik". 
Leta 1949 je postal ravnatelj Kalistovih katakomb v Rimu, 1962 pa se je preselil v ZDA, kjer je v salezijanski šoli v Patersonu poučeval španščino, vodil podporno akcijo za salezijance v Sloveniji in se zavzemal za slovensko kapelo v Washingtonu.
Blatnik je objavil samostojni publikaciji: Kako sem pripravljal atentat na Tita (Paterson, 1972) in Tudi slovenski mučenci morajo biti vpisani v seznam svetnikov (Buenos Aires, 1985), poleg tega pa je pisal še politične članke in komentarje in jih objavljal v Clevelandskem časopisu Ameriška domovina.